# Glaciar Gangotri

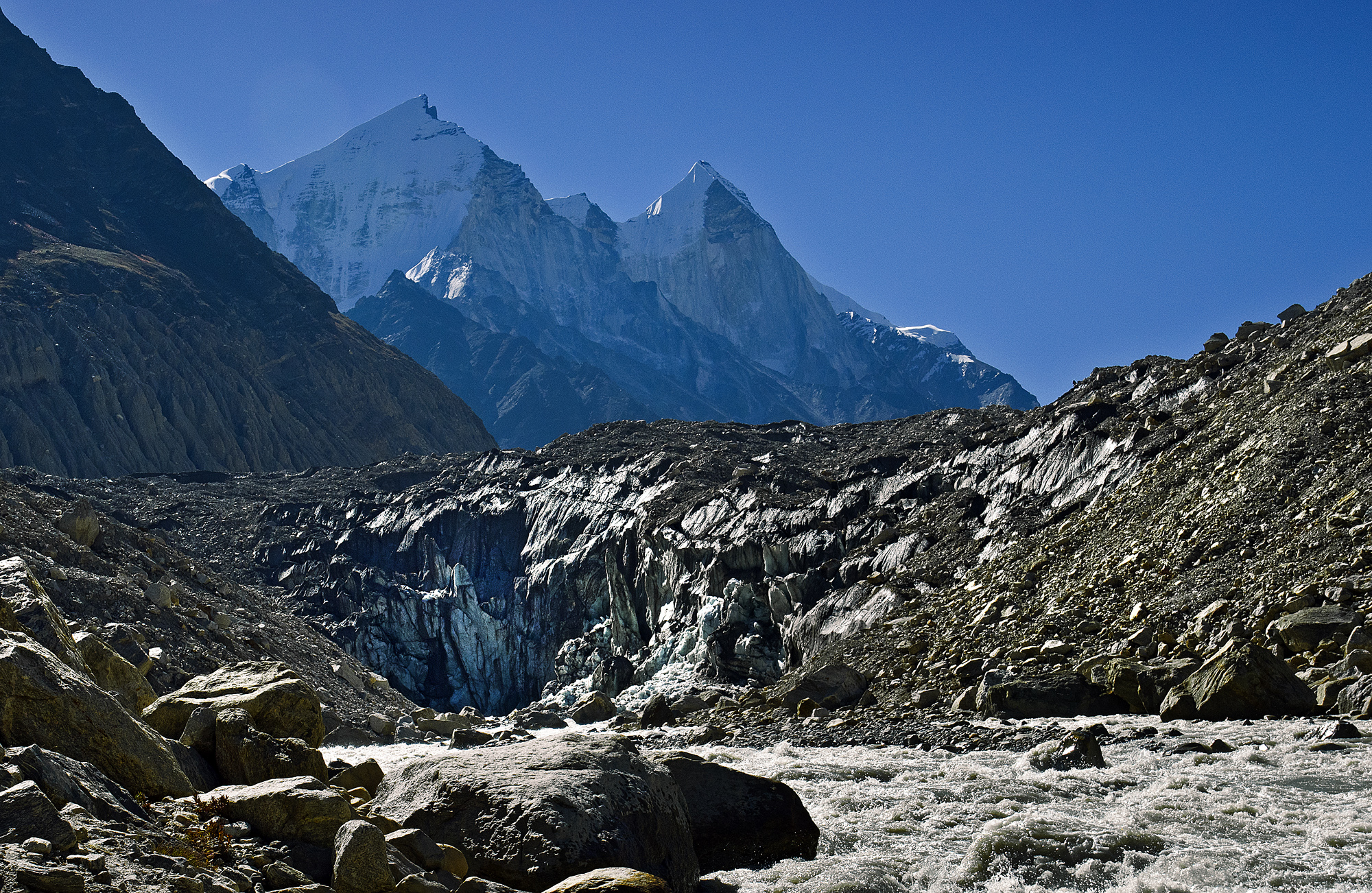
Gomukh, término del glaciar Gangotri. Los picos del Bhagirathi se elevan en el fondo.

El glaciar Gangotri (en sánscrito e hindi: गंगोत्री) está situado en el distrito de Uttarkashi, en el estado indio de Uttarakhand, en una región fronteriza con el Tíbet. Este glaciar, una de las principales fuentes del río Ganges, es uno de los mayores del Himalaya, con un volumen estimado de más de 27 kilómetros cúbicos. El glaciar tiene unos 30 kilómetros de largo y entre 2 y 4 km de ancho. Alrededor del glaciar se encuentran los picos del grupo Gangotri, entre los que se encuentran varios picos notables por las rutas de escalada extremadamente desafiantes, como Shivling, Thalay Sagar, Meru y Bhagirathi III. Fluye más o menos hacia el noroeste y se origina en un circo debajo de Chaukhamba, el pico más alto del grupo.
Se dice que el final del glaciar Gangotri se parece a la boca de una vaca, y el lugar se llama Gomukh o Gaumukh (gou, vaca + mukh, cara). Gomukh, que está a unos 19 km de la ciudad de Gangotri, es la fuente exacta del río Bhagirathi, un importante afluente del Ganges. Gomukh está situado cerca de la base del Shivling; en medio se encuentra la pradera de Tapovan.
El glaciar Gangotri es un lugar de peregrinación hindú tradicional. Los hindúes devotos consideran que bañarse en las aguas heladas cerca de la ciudad de Gangotri es un ritual sagrado, y muchos hacen el camino hasta Gomukh, y unos pocos continúan hasta Tapovan. Hay que caminar desde Gangotri hasta Gaumukh, pasando por Devgadh, Chirbhasa y Bhojwasa en el camino. En la actualidad, sólo hay alojamiento en Bhojwasa, aunque hay puestos de control forestal en Chirbhasa y Bhowasa. Las inundaciones del norte de India de 2013 destruyeron gran parte de este sendero, y el acceso es ahora un poco difícil más allá de Chirbhasa debido al deterioro del sendero y a un desprendimiento de rocas de 2 km de ancho.

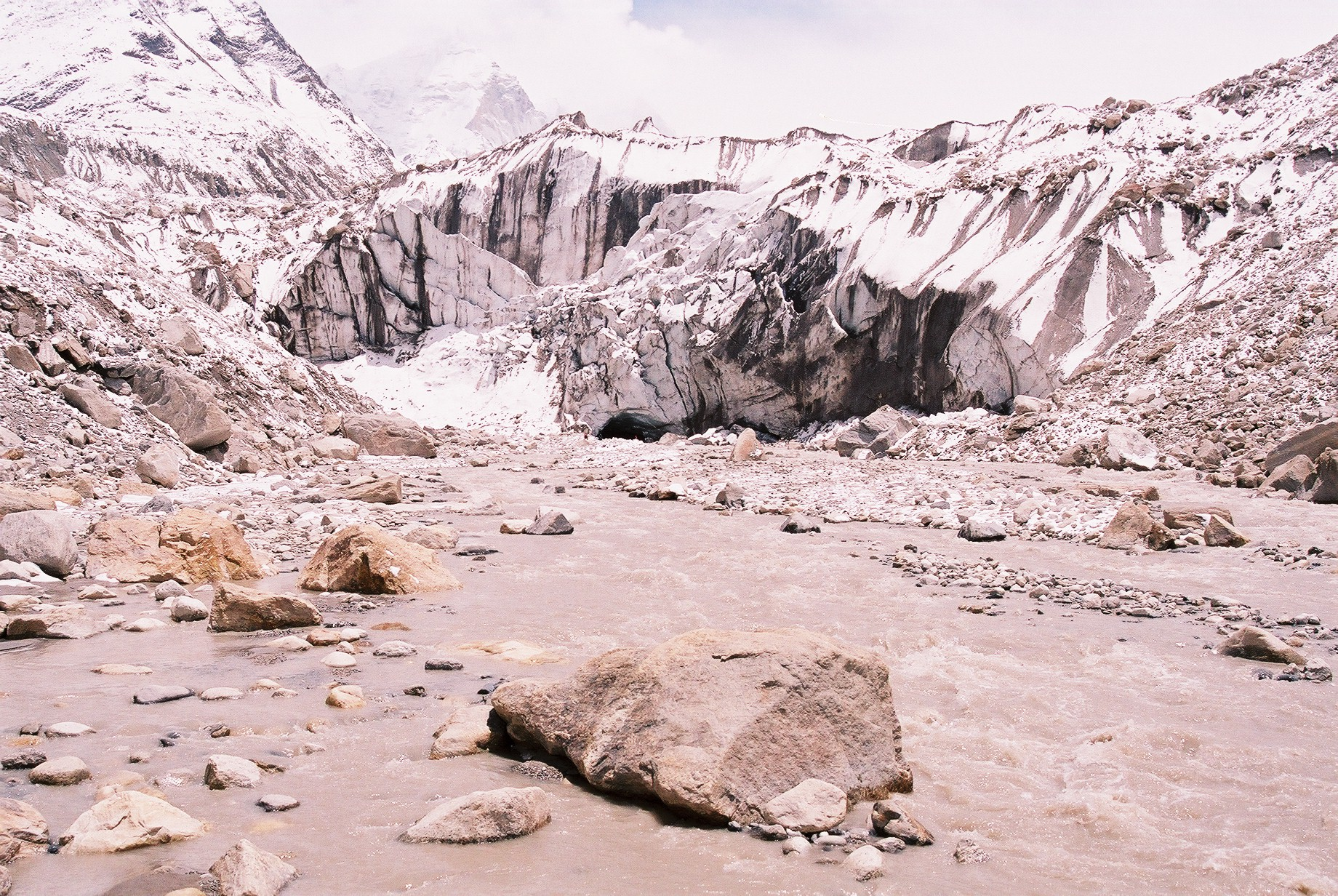
Gomukh

## Retroceso

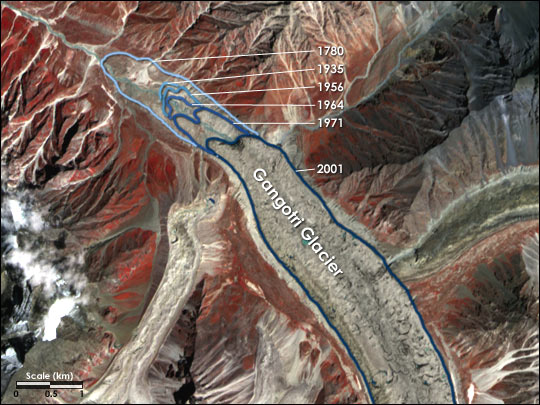
Retroceso del glaciar Gangotri

La NASA, junto con científicos del Servicio Geológico de Estados Unidos (USGS) y del Centro Nacional de Datos sobre Nieve y Hielo (NSIDC), está elaborando un inventario global de todos los glaciares del mundo para ayudar a los investigadores a seguir la historia de cada uno de ellos. Según ellos, el glaciar Gangotri, que actualmente tiene 30,2 km de largo y entre 0,5 y 2,5 km de ancho, es uno de los mayores del Himalaya. Este glaciar no ha dejado de retroceder desde que comenzaron las mediciones en 1780. Los datos de 61 años (1936-96) mostraron que el retroceso total del glaciar Gangotri fue de 1147 m, con una tasa media de 19 m por año. Sin embargo, en los últimos 25 años del siglo XX ha retrocedido más de 850 metros (34 metros al año), y 76 metros entre 1996 y 1999 (25 metros al año))